# Ondřej Kavan
Ondřej Kavan (* 3. dubna 1978 České Budějovice) je český divadelní a televizní herec.

## Život a umělecké působení
Ondřej Kavan se narodil v Českých Budějovicích 3. dubna 1978 do rodiny s hereckou tradicí. Jeho děda byl jihočeský herec Vladimír Janura, který v letech 1953 až 1982 působil v Jihočeském divadle, jeho babička byla v tomtéž divadle inspicientkou, jeho matkou je loutkoherečka a herečka Šárka Kavanová, která působila ve Slováckém divadle v Uherském Hradišti a v Malém divadle (dnes scéna Jihočeského divadla). Je starším bratrem herce Martina Kavana.
Po maturitě na gymnáziu v Jírovcově ulici v Českých Budějovicích vystudoval herectví na DAMU a již během studia měl stálé angažmá ve Středočeském divadle na Kladně, kde zůstal do roku 2005. Divadelnímu herectví se pak věnoval v Divadle Pod Palmovkou, v Divadle v Řeznické a v Divadle Na Jezerce.
Působí i v televizi, kde hraje v inscenacích i v seriálech. Jeho první velkou televizní rolí byla role studenta Václava Bartuška ve filmu Polojasno v roce 1999. Působí v rozhlase, načítá audioknihy.

### Ocenění
- 2017 – Širší nominace v Cenách Thálie za mimořádný výkon v roli Adolfa Hitlera ve hře Už je tady zas! (Divadlo Na Jezerce)[5]

### Divadelní role - výběr[7]
- 2003 České Vánoce (Městské divadlo Kladno)

- 2005 Sen noci svatojánské ( Městské divadlo Kladno)
- 2005 Skvrny na slunci (Divadlo pod Palmovkou)
- 2006 Ostře sledované vlaky (Divadlo pod Palmovkou)
- 2007 Smutek sluší Elektře (Divadlo pod Palmovkou)
- 2009 Cyrano z Bergeracu (Divadlo pod Palmovkou)
- 2010 Mefisto (Divadlo pod Palmovkou)
- 2011 Můj život s Hitlerem, Stalinem a Havlem (Viola)
- 2012 Přelet nad kukaččím hnízdem (Divadlo pod Palmovkou)
- Sám na dva šéfy (Divadlo pod Palmovkou)

- 2017 Už je tady Zas ( Divadla Na Jezerce)
- 2018 Zavřete oči, swing přichází (Divadlo MA)
- 2018 Poslední sezení u doktora Freuda (Divadlo v Řeznické)
- 2020 Naprostí cizinci (Divadlo Na Jezerce)
- 2022 Gramofon (Divadlo MA)
- 2023 Bylo nás pět ( Divadlo Na Jezerce)

### Filmové role
Vystupoval v řadě televizních seriálů, například Redakce, Soukromé pasti, Ošklivka Katka, Policie Modrava, Polda, Slunečná a další.Pracuje i v dabingu.
- 1999 Polojasno ( televizní film)
- 2008 10 způsobů lásky ( televizní film)
- 2009 Smyčka (televizní film)
- 2016 Zločin v Polné (televizní minisérie)
- 2016 Obchodník s deštěm (televizní film)
- 2018 Rašín (televizní film)2020 Vysoká hra (televizní film)
- 2021 Můj život s Bohuslavem Martinů (televizní film)
- 2022 Vražedné stíny (televizní minisérie)
- 2023 Volha (televizní minisérie)